# Ayuntamiento de Seúl
El Ayuntamiento de Seúl es el edificio gubernamental del Gobierno Metropolitano de Seúl, el encargado de los asuntos administrativos de Seúl, la capital de Corea del Sur. Está situado en Taepyeongno, Jung-gu, el centro de Seúl, junto a la estación del Ayuntamiento del Metro de Seúl. Frente al ayuntamiento está la Biblioteca Metropolitana de Seúl, antiguo ayuntamiento, y la Plaza Seúl (del coreano: 서울광장).

## Historia
El antiguo ayuntamiento es la actual Biblioteca Metropolitana, frente al ayuntamiento actual. Dicho edificio fue el ayuntamiento desde la liberación de la ciudad en 1945 hasta 2008. En una competición de diseño para el nuevo ayuntamiento, resultó ganador Yoo Kerl de iArc el 18 de febrero de 2008. Yoo dijo, "Las palabras clave del diseño del nuevo edificio son tradiciones, ciudadanos y futuro. Analicé los elementos horizontales, la curvatura y los tonos de las hojas de nuestra arquitectura tradicional y los apliqué al diseño, por lo que rememoro sentimientos positivos de cosas antiguas."
El 27 de agosto de 2012 se abrió al público el nuevo Ayuntamiento, y el gobierno de la ciudad se trasladó el 1 de septiembre. El proyecto, que tardó cuatro años y cinco meses en construirse, también incluye salas multiusos e instalaciones culturales para los ciudadanos. El antiguo edificio, registrado como monumento, se ha convertido en una biblioteca con una colección de más de 200 000 libros.

## Transporte público
- Línea 1 Ayuntamiento
- Línea 2 Ayuntamiento